# Paul Hogue
Paul H. Hogue, detto Duke (Knoxville, 28 aprile 1940 – Cincinnati, 17 agosto 2009), è stato un cestista statunitense, professionista nella NBA.

## Carriera
Venne selezionato dai New York Knicks al primo giro del Draft NBA 1962 (2ª scelta assoluta).

## Palmarès
- 2 volte campione NCAA (1961, 1962)
- NCAA Final Four Most Outstanding Player (1962)
- NCAA AP All-America Third Team (1962)